# Şaḩneh (kommunhuvudort i Iran)
Sahneh (persiska: صحنه) är en kommunhuvudort i Iran.   Den ligger i provinsen Kermanshah, i den nordvästra delen av landet, 400 km väster om huvudstaden Teheran. Şaḩneh ligger 1 364 meter över havet och antalet invånare är 34 133.
Terrängen runt Sahneh är huvudsakligen kuperad, men åt sydväst är den platt.Runt Şaḩneh är det ganska tätbefolkat, med 78 invånare per kvadratkilometer. Sahneh är det största samhället i trakten. Trakten runt Şaḩneh består i huvudsak av gräsmarker.